# Serravalle (San Marino)
Serravalle (SER) is een castello (gemeente) in San Marino met een oppervlakte van 10,53 km² en 10601 inwoners (31-03-2013). Het is daarmee zowel qua oppervlakte als qua inwonertal de grootste gemeente van het land. In 1463 droeg paus Pius II omwille van de overwinning van San Marino de drie heerlijkheden van Fiorentino, Montegiardino en Serravalle aan de republiek over.
In Serravalle ligt de grootste stad van het land, Dogana, en het nationale stadion Stadio Olimpico met een capaciteit van 7.000 toeschouwers. In het stadion spelen onder andere het San Marinees voetbalelftal en voetbalclub San Marino Calcio.